# Convair 880
Convair 880 là một loại máy bay chở khách phản lực thân hẹp, do chi nhánh Convair của General Dynamics thiết kế chế tạo. Nó được thiết kế để cạnh tranh với Boeing 707 và Douglas DC-8.

## Quốc gia sử dụng

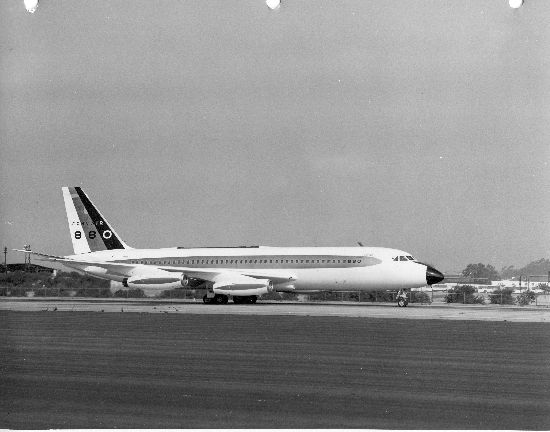
1 trong những chiếc 880 đầu tiên.

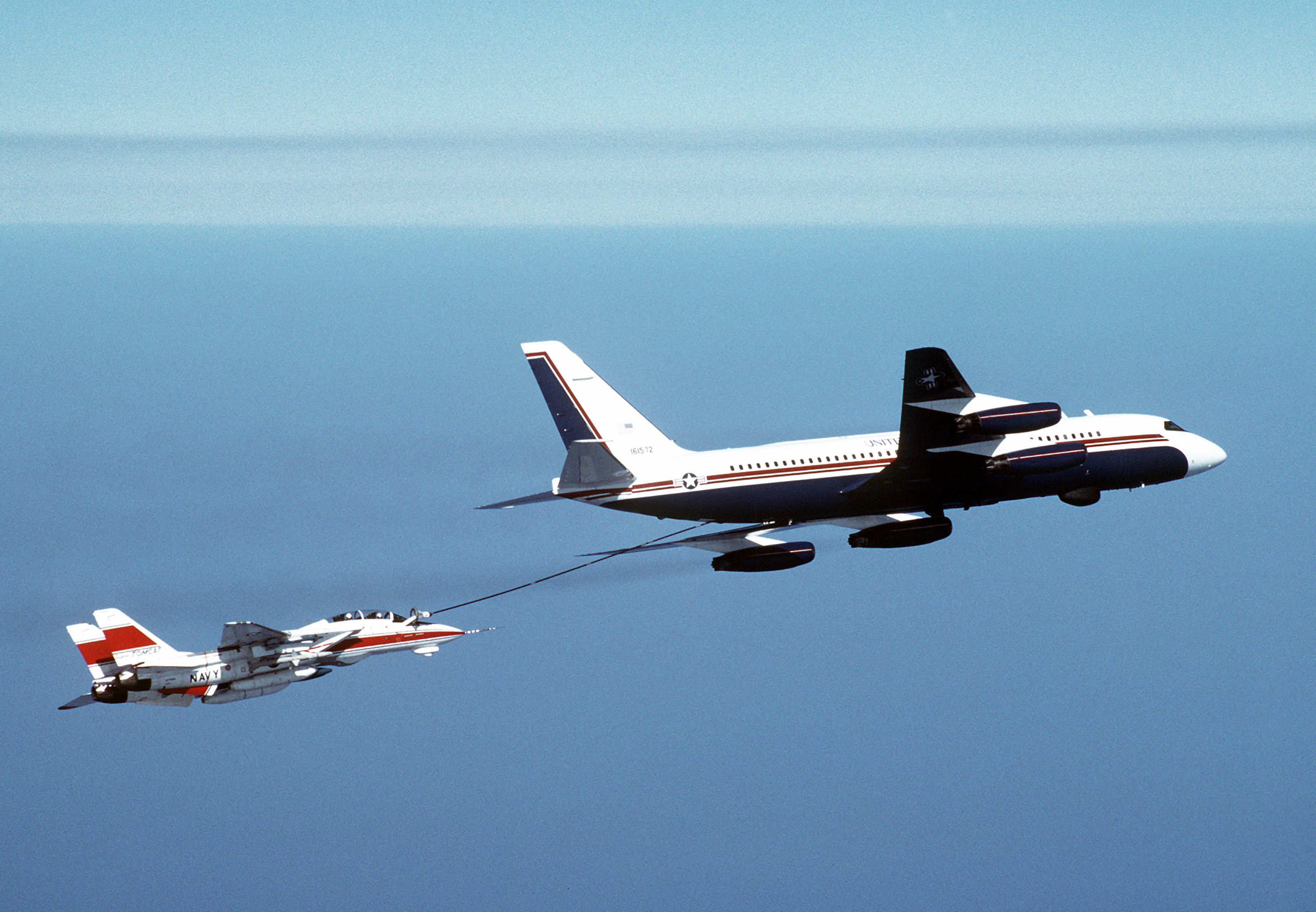
Convair UC-880 tiếp nhiên liệu cho F-14D Tomcat.

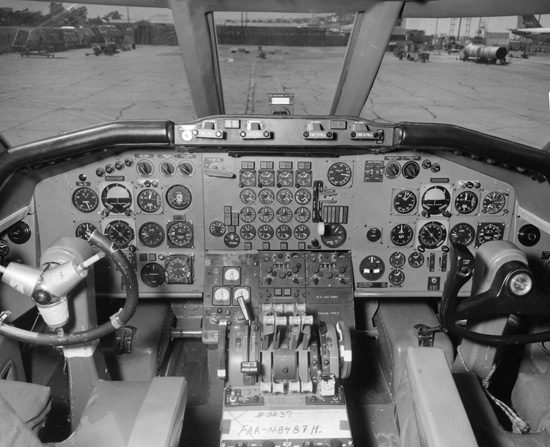
Convair 880 mới.

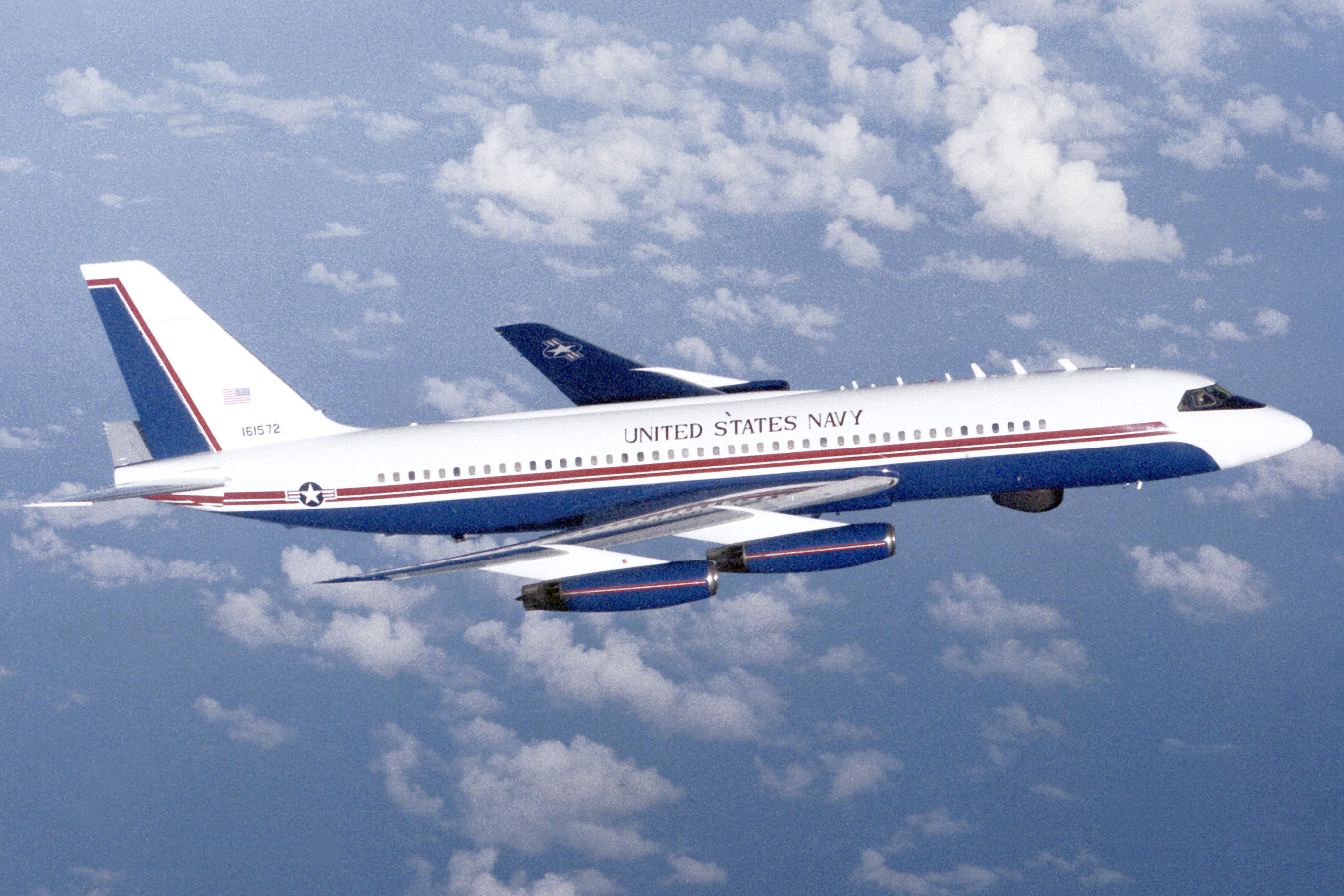
UC-880 thuộc trung tâm thử nghiệm hàng không hải quân, Patuxent River, được sử dụng để thử nghiệm tên lửa hành trình Tomahawk và tiếp nhiên liệu.

♠ Hãng sử dụng đầu tiên

### Dân sự
- Air Viking
- Airtrust Singapore
- Alaska Airlines
- American Jet Industries
- Cathay Pacific ♠
- Civil Air Transport ♠
- Delta Air Lines ♠
- Elvis Presley Enterprises
- Fair Air
- Federal Aviation Authority ♠
- Four Winds Inc
- Freelandia Travel Club
- Hughes Tool Company ♠
- Inair Panama
- Indy Air
- Japan Air Lines ♠
- Japan Domestic Airlines
- LANICA
- LatinCarga
- Monarch Aviation
- Northeast
- Orient Pacific Airways
- SERCA Costa Rica
- Trans World Airlines ♠
- Swissair ♠
- VIASA ♠

### Quân sự
Hoa Kỳ
- Hải quân Hoa Kỳ

## Tính năng kỹ chiến thuật (880 Model 22-M)
Dữ liệu lấy từ Jane's All The World's Aircraft 1965-66 
Đặc điểm tổng quát
- Tổ lái: 3
- Sức chuyên chở: 110 hành khách
- Tải trọng: 24.000 lb (10.900 kg)
- Chiều dài: 129 ft 4 in (39,42 m)
- Sải cánh: 120 ft 0 in (36,58 m)
- Chiều cao: 36 ft 3¾ in (11 m)
- Diện tích cánh: 2.000 sq ft (185,8 m²)
- Tỉ số mặt cắt: 7,2
- Trọng lượng rỗng: 94.000 lb (42.730 kg)
- Trọng lượng cất cánh tối đa: 193.000 lb (87.730 kg)
- Động cơ: 4 × General Electric CJ-805-3B kiểu turbojet, 11.650 lbf (51,95 kN) mỗi chiếc

 Hiệu suất bay 
- Vận tốc hành trình: 615 mph (535 knot, 990 km/h) (vận tốc hành trình lớn nhất ở độ cao 22.500 ft (6.860 m)
- Thất tốc: 111 mph (97 knot, 179 km/h)
- Tầm bay: 3.385 mi (2.943 hải lý, 4.430 km)
- Trần bay: 41.000 ft (12.500 m)